# Arroyo Barú
Arroyo Barú es una localidad y comuna de 1ª categoría del distrito Cuarto del departamento Colón, en la provincia de Entre Ríos, República Argentina. Tiene una estación ferroviaria localizada a 50 km al noroeste de Colón.

## Población
La población de la localidad, es decir sin considerar el área rural, era de 431 personas en 1991 y de 509 en 2001. La población de la jurisdicción de la junta de gobierno era de 680 habitantes en 2001.

## Controversias sobre la toponimia
Su nombre se debe al arroyo que corre a 5 km de la estación. Según una versión discutida dicho arroyo fue denominado así por el teniente de milicias Francisco Barú, quien habría comprado esas tierras en 1776. Sin embargo esta historia es incorrecta, ya que el coronel Francisco Barú y Maravillán, un comerciante y militar, vivió entre 1798 y 1879, llegando a Entre Ríos cuando tenía unos 20 años. Se enfrentó a Urquiza y en 1842 le expropiaron sus propiedades y lo trataron de "salvaje traidor, loco, anarquista, unitario". A partir de allí "la historia oficial" borró el nombre de Barú de todos los registros. Cuando el ferrocarril llegó y le puso a la estación Barú por el arroyo, nadie sabía a quien correspondía el nombre, y se creó la historia a partir de simular su vida con la de personales reales, ya que cuando quisieron reconstruir los datos del pueblo no se llegó a nada. Todo esto fue recopilado por una investigación que corresponde a un trabajo de rescate integral de la historia de los pueblos del río Uruguay que están realizando Alberto Pierotti y Luis Guerrina, a través del estudio de documentos guardados en Entre Ríos, Santa Fe, Corrientes, Buenos Aires, la República Oriental del Uruguay y el estado brasileño de Río Grande do Sul. 

## Celebridades
- Aquí nació Sergio Urribarri, gobernador de Entre Ríos entre 2007 y 2015.

## Turismo
Es sede del Ferroclub Arroyo Barú, organización que tiene a su cargo el mantenimiento del tramo Villa Elisa-Arroyo Barú, realizándose paseos en zorra hasta el Arroyo Barú, a 5 km de la Estación Arroyo Barú, donde existe un museo. Todos los domingos se puede realizar un paseo en el tren histórico desde Villa Elisa, que dura cinco horas y media.
El lugar se destaca por el turismo rural, el ecoturismo, las caminatas, el avistaje de aves, pesca o la visita de granjas y estancias. Uno de los lugares más destacados por su belleza natural es La Picada.
Cada año en noviembre se realiza una peregrinación religiosa hasta la Virgen Medalla Milagrosa de Barú, a 40 km de la población. 
Los límites jurisdiccionales de la junta de gobierno fueron fijados por decreto 6632/1987 MGJE del 4 de noviembre de 1987.

## Comuna
La reforma de la Constitución de la Provincia de Entre Ríos que entró en vigencia el 1 de noviembre de 2008 dispuso la creación de las comunas, lo que fue reglamentado por la Ley de Comunas n.º 10644, sancionada el 28 de noviembre de 2018 y promulgada el 14 de diciembre de 2018. La ley dispuso que todo centro de población estable que en una superficie de al menos 75 km² contenga entre 700 y 1500 habitantes, constituye una comuna de 1ª categoría. La Ley de Comunas fue reglamentada por el Poder Ejecutivo provincial mediante el decreto 110/2019 de 12 de febrero de 2019, que declaró el reconocimiento ad referéndum del Poder Legislativo de 34 comunas de 1ª categoría con efecto a partir del 11 de diciembre de 2019, entre las cuales se halla Arroyo Barú. La comuna está gobernada por un departamento ejecutivo y por un consejo comunal de 8 miembros, cuyo presidente es a la vez el presidente comunal. Sus primeras autoridades fueron elegidas en las elecciones de 9 de junio de 2019.

## Parroquias de la Iglesia católica en Arroyo Barú
| Diócesis   | Concordia                |
| ---------- | ------------------------ |
| Parroquias | Sagrado Corazón de Jesús |